# Jugoslaviens U21-herrlandslag i fotboll
Jugoslaviens U21-landslag i fotboll existerade i den Socialistiska federationen Jugoslavien. Efter statsbildningens upplösning 1992 bildades U-21-landslag i Bosnien och Hercegovina, Kroatien, Makedonien, Slovenien och Serbien.
Jugoslaviens U21-landslag i fotboll bildades 1976 till följd av omgrupperingen av Uefa:s ungdomsturneringar. Laget hade ett medelmåttigt facit - de hade nått de senaste 4 EM-slutspelen och misslyckats att kvalificera sig för fyra av dem. Jugoslavien vann turneringen 1978 och kom på andraplats 1990.
U21-landslagsspelare får vara 21 år gamla eller yngre vid den tidpunkt då ett kvalspel till en europeisk U21-turnering inleds. Vid själva turneringen får man vara max 23 år gammal.